# Pleurobranchus forskalii
Pleurobranchus forskalii is een slakkensoort uit de familie van de Pleurobranchidae. De wetenschappelijke naam van de soort is voor het eerst geldig gepubliceerd in 1831 door Rüppell & Leuckart.